# 趙軌
赵轨（?—?），又作赵玄轨，隋朝人物，河南洛阳人。
赵轨父亲赵肃，西魏廷尉卿。赵轨年少好学，有好的品行。北周蔡王宇文兑召他为记室，以清苦闻名。转任卫州治中。杨坚建立隋朝，转任齐州别驾，有能干的名声。他家东邻有桑树，桑葚落到他家，赵轨派人都拾起来还给本主，告诫儿子们说：“我不是以此求名，想到不是自己的东西，不愿欺负人。汝等应该以此为诫。”在州四年，考绩连连称最。持节使者郃阳公梁子恭上奏，隋文帝杨坚嘉赏，赐他织物三百段，米三百石，征召赵轨入朝。父老相送之人都痛哭流涕：“别驾在官，与百姓秋毫无犯，所以不敢以壶酒相送。公清廉若水，请让我们斟一杯水饯行。”赵轨接受而后喝了。到达京师，皇帝下诏让他和奇章公牛弘撰定律令格式。当时卫王杨爽为原州总管，皇帝见杨爽年少，以赵轨政声很好，任命他为原州总管司马。在路上夜行，手下人的马走进田中，踩踏禾苗。赵轨停马待天明，找到田主赔偿而去。原州官民听说，没有不改行好事的。数年后，转任硖州刺史，安抚百姓夷人，很有恩惠。再转任寿州总管长史。芍陂原有五门堰，年久荒芜不修。赵轨于是鼓励监督官民，再开三十六门，灌溉田地五千余顷，百姓赖此获利。任期到了回归乡里，在家中去世，时年六十二岁。其子赵弘安、赵弘智，都知名。

## 延伸阅读
[在维基数据编辑]
 《隋書·卷73》，出自魏徵《隋书》